# Amandi (manzana)
Amandi es el nombre de una variedad cultivar de manzano (Malus domestica). Esta manzana está cultivada en diversos viveros entre ellos algunos dedicados a conservación de árboles frutales en peligro de desaparición. Esta manzana es originaria del Principado de Asturias, donde tuvo su mejor época de cultivo comercial en la década de 1960, y actualmente en menor medida aún se encuentra.

## Sinónimos
- "Manzana Amandi",[5]
- "Pomarrón de la Manceba".[7][8]

## Historia
Asturias presenta unas condiciones de clima y de suelos excelentes para el cultivo del manzano. De hecho, hasta mediados del siglo XX Asturias era la mayor productora de manzana de toda la península. Sin embargo, esa situación cambió como consecuencia de la aparición de nuevas zonas de cultivo en el nordeste peninsular y, sobre todo, a que en Asturias no se concretaron canales de comercialización adecuados.
'Amandi' es una variedad del Principado de Asturias. El cultivo del manzano en Asturias en superficies importantes se remonta a principios del siglo XX. Las plantaciones originales se realizaron con variedades indígenas ('Amandi', 'Carapanón', 'Chata Blanca', 'Reineta Caravia', 'Reineta Encarnada de Asturias' y otras), posteriormente se dio paso a otras variedades extranjeras como la 'Reineta de Canadá' que es la más cultivada actualmente en  2020.
'Amandi' está considerada incluida en las variedades locales autóctonas muy antiguas, cuyo cultivo se centraba en comarcas muy definidas. Se caracterizaban por su buena adaptación a sus ecosistemas y podrían tener interés genético en virtud de su adaptación. Se encontraban diseminadas por todas las regiones fruteras españolas, aunque eran especialmente frecuentes en la España húmeda. Estas se podían clasificar en dos subgrupos: de mesa y de sidra (aunque algunas tenían aptitud mixta).
'Amandi' es una variedad clasificada como de mesa, difundido su cultivo en el pasado por los viveros comerciales y cuyo cultivo en la actualidad se ha reducido a huertos familiares y jardines privados.

## Características
El manzano de la variedad 'Amandi' tiene un vigor Medio; florece a inicios de mayo; tubo del cáliz estrecho, cónico-alargado, y con los estambres situados por la mitad.
La variedad de manzana 'Amandi' tiene un fruto de tamaño medio; forma tronco-cónica o esférica, algo achatada, a veces suavemente apostillada, y con contorno desde irregular a elíptico; piel fuerte; con color de fondo verde amarillo, sobre color medio, siendo el color del sobre color rojo fuerte, siendo su reparto plasa / rayas (irradiado desde cavidad peduncular en rayas), con chapa rojo ciclamen fuerte, algunos de los frutos están totalmente exentos de chapa, acusa lenticelas abundantes blanquinoso, de tamaño medio pero visible, y una sensibilidad al "russeting" (pardeamiento áspero superficial que presentan algunas variedades) muy débil; pedúnculo corto, medianamente grueso a fino, recto o levemente inclinado, aisladamente presenta una yema axilar en los dos lados, anchura de la cavidad peduncular es medianamente ancha o estrecha, profundidad de la cavidad pedúncular profunda, con fondo verdoso, bordes marcadamente irregulares en unos y ondulados en otros, e importancia del "russeting" en cavidad peduncular débil; anchura de la cavidad calicina ancha o media, profundidad de la cav. calicina profunda, con bordes ondulados e irregulares, con frunce en el fondo más o menos leve, importancia del "russeting" en cavidad calicina muy débil; ojo pequeño, y medio, variable de cerrado a abierto; sépalos cortos, carnosos en su base, triangulares, puntiagudos, convergentes con las puntas dobladas hacia fuera.
Carne de color crema o crema-verdoso; textura crujiente; sabor característico de la variedad, levemente acidulado, y aromático; corazón pequeño y medio, centrado o desplazado hacia el pedúnculo. Eje cerrado o entreabierto. Celdas anchas y grandes, otras son estrechas y alargadas, de forma semi-triangular. Semillas de tamaño medio, alargadas y puntiagudas.
La manzana 'Amandi' tiene una época de maduración y recolección muy tardía en el otoño-invierno, se recolecta desde mediados de octubre hasta mediados de noviembre, madura durante el invierno aguanta varios meses más. Se usa como manzana de mesa fresca.